# یواس‌اس پاسکوتانک (ای‌اوجی-۱۸)
یواس‌اس پاسکوتانک (ای‌اوجی-۱۸) (به انگلیسی: USS Pasquotank (AOG-18)) یک کشتی بود که طول آن 220 ft 6 in بود. این کشتی در سال ۱۹۴۲ ساخته شد.